# Hervé Bramy
Hervé Bramy, né le 15 décembre 1954 au Blanc-Mesnil (Seine-Saint-Denis), est un homme politique français.

## Biographie

### Conseiller général
Membre du Parti communiste français (PCF), adjoint au maire du Blanc-Mesnil à partir de 1995, Hervé Bramy est élu conseiller général du canton du Blanc-Mesnil en septembre 1997, après la démission — conformément à la loi sur le cumul des mandats — de Daniel Feurtet, par ailleurs maire de la commune, et qui devient député en succédant à Marie-George Buffet nommée au gouvernement.
Il perd son mandat aux élections départementales de 2015, le tandem qu'il forme avec Elvire Guivarc'h n'obtenant que 38,48 % des voix au second tour face au duo Thierry Meignen - Christine Cerrigone (UMP).

### Président du conseil général
Il devient président du groupe communiste en 1998, puis est élu président du conseil général de la Seine-Saint-Denis en avril 2004 à la suite du président sortant Robert Clément. Il exerce cette fonction jusqu'en mars 2008, remplacé alors par le socialiste Claude Bartolone. 

### Mandats partisans
Au 34e congrès du PCF en décembre 2008, il devient responsable national du pôle « écologie » et secrétaire départemental du PCF en Seine-Saint-Denis.

## Publication
- La biodiversité à l'heure de la Covid, éditeur : L'Humanité , 2021, 200 p.  (ISBN 2902174632)